# Wikispecies
Wikispecies là dự án wiki của Wikimedia Foundation. Mục đích chính của wiki này là một bảng phân loại sinh học mở cho các nhà sinh học thay vì cho công chúng. Dự án được thành lập vào tháng 8 năm 2004, với sự đóng góp của các nhà sinh học trên toàn thế giới.